# 広瀬辰五郎
広瀬 辰五郎（ひろせ たつごろう、天保3年（1832年）‐明治21年（1888年）6月2日）は江戸時代末期から明治時代にかけての地本問屋、団扇問屋。伊勢辰商店の創業者。

## 来歴
天保3年（1832年）に下総国千葉郡鷺沼村（現・千葉県習志野市鷺沼町）に廣瀬仁兵衛の四男として農家に生まれた。後に江戸へ出て日本橋堀江町の伊勢屋惣右衛門のもとで奉公した後、のれん分けをしてもらい、元治元年（1864年）に同じ団扇河岸であった日本橋堀江町2丁目に地本問屋兼団扇問屋を開業し、明治年間に豊原国周、歌川国芳の錦絵などを出版している。『江戸絵から書物まで』には「組合員伊勢辰商店は団扇、日傘、扇子、ハンカチ各種各様に意匠をこらして照会し輸出に力め此努力は酬ひられて我国版画の美術を、外人は認め賞揚する処なり。」とある。明治21年（1888年）5月末に俄雨に濡れた着物を取り替えなかったばかりに急性肺炎となって6月2日に急逝する。享年57。墓所は台東区谷中の谷中霊園。法名は真誉覚法到岸信士。

## 作品
- 豊原国周 「二張弓千種重藤」 大判3枚続 錦絵 明治11年（1878年）
- 歌川国芳 「艶雄六歌撰」 大判6枚揃 錦絵 明治12年（1879年）